# Butter Bullets
Butter Bullets est un groupe de hip-hop français, originaire de Besançon, en Franche-Comté. Il se compose actuellement de Sidisid et Dela.

## Biographie
Butter Bullets est fondé en juin 2002 à Besançon, en Franche-Comté. La formation de départ se compose de Dela (production, beatmaking) et de Sidi Sid (chant). C’est un peu plus tard que Dr Loog (production), Qoso (DJ + production) et Thin’ Mak (chant) rejoignent l’équipe. Après la sortie de leur première street tape Les Nouveaux Romantiques, le 21 juin 2006, ils décident de s’atteler à la réalisation d’un « véritable » album. Ils publient alors Crack Bizzz, qui contient 19 titres où se croisent des invités tels que Teki Latex (TTC), Bobmo (Institubes), DJ Raze (Murdafunk), Omnikrom (Saboteur), et The Genevan Heathen (Villa Magica).
Le groupe décide ensuite de sortir deux chansons de l'été en featuring avec Radmo : Les larmes du soleil (2010) et Les larmes du soleil 2 (2011). Entre-temps le maxi Chien, publié en novembre 2010, est beaucoup plus sombre avec en invités Evil Pimp et Alkpote. S'en suivra le maxi Titanic, en mars 2011, qui donne la couleur du prochain album du groupe : Peplum. Fin 2011, une nouvelle chanson, Seul à la maison, est publiée avec un clip très osé où apparaît l'actrice pornographique Eva Lange et qui fut vite censuré sur les sites de partage de vidéos. Le groupe publie l'album Peplum le 5 novembre 2012.
Au début de 2015, le 26 janvier, apparaît l'album Memento Mori, qui fait participer Sidisid et Dela en featuring avec Alkpote, Zekwé Ramos, Lalcko et Gangsta Boo. La même année, ils participent à l'Orgasmixtape 2 d'Alkpote, aux côtés notamment de DJ Weedim. Après une campagne de financements participatifs, Sidi et Dela sortent l'album Ténébreuse musique en commun avec Alkpote à la fin de 2015. Pour le site web Goûte mes disques, l'album « c'est rien de moins que l'un des projets les plus excitants du rap français en 2016. »
Bien qu'ayant arrêté la scène depuis 2018, Sidisid fera néanmoins certaines rares apparitions, notamment en 2024 pour le zawashow organisé par les streameurs français Dany et Raz.

## Discographie

### Albums studio
- 2007 : Crack Bizzz
- 2012 : Peplum
- 2015 : Memento Mori
- 2017 : Airmès et Hermax
- 2019 : Noir Métal
- 2021 : Sans titre
- 2023 : Jazz
- 2024 : Chateau

### EP
- 2010 : Chien
- 2011 : Titanic

### Street tape
- 2006 : Les Nouveaux Romantiques

### Album collaboratif
- 2016 : Ténébreuse musique (avec Alkpote)
- 2025 : Les Meilleurs (avec Von Bikräv)

### Singles
- Ok Cool (septembre 2009)
- Les Larmes du soleil (août 2010)
- Les Larmes du soleil 2 (juillet 2011)